# Irrisor à cimeterre
Rhinopomastus minor
Espèce
Synonymes
- Promerops minor Rüppell, 1845
(protonyme)

Statut de conservation UICN

 LC  : Préoccupation mineure
L'Irrisor à cimeterre (Rhinopomastus minor) est une espèce d'oiseaux de la famille des Phoeniculidae.

## Répartition
Cet oiseau fréquente les milieux arides d'Afrique de l'Est.